# Blake Caparello
Blake Caparello (født 30. august 1986 i Essendon, Victoria, Australien) er en australsk professionel bokser, der kæmper i letsværvægt.

## Professionelle karriere
Den 17. oktober 2013 besejrede Caparello amerikanske Allan Green ved en 12 omgangs enstemmig afgørelse og vandt den ledige IBO
letsværvægts-titel. Green klarede ikke vægten til kampen, så titlen var kun på spil for Caparello og ville være blevet ledig, hvis Green havde vundet. 
Caparello udfordrede om sin første verdensmesterskabstitel den 2. august 2014 mod WBO letsværvægtsmesteren Sergey Kovalev, men tabt ved på teknisk knockout i 2. omgang. 
Den 29. april 2016 tabte han til Andre Dirrell i New Jersey i USA via en enstemmig afgørelse.